# Abraham Davel
Jean Daniel Abraham Davel (Morrens, 1670 – Vidy, 1723) è stato un patriota svizzero.
Al tempo della dominazione bernese sul Vaud tentò di liberare Losanna con 600 uomini (1723), propugnando anche una riforma religiosa.
Ingannato dal Consiglio Cittadino di Losanna, fu processato e giustiziato a tradimento.